# Les Dossiers Dresden
Les Dossiers Dresden (The Dresden Files) est une série de fantasy urbaine écrite par Jim Butcher. Elle raconte l'histoire de Harry Dresden, un magicien détective privé, qui travaille également comme consultant pour la police de Chicago.

## Résumé
Dresden est le fils d’un magicien de spectacle et d’une mystérieuse sorcière, morte en couches et dont il a hérité une amulette en argent représentant un pentacle. Par ailleurs, sa famille est constituée d’un demi-frère vampire, d’un sorcier qui lui a servi de tuteur et est l’exécuteur des hautes œuvres pour le Conseil dirigeant les sorciers et de sa marraine, une faë très dangereuse.
Chevaleresque à la limite de la misogynie, porté à se mêler des affaires des autres, Dresden court de malchance en malchance, déclenchant une guerre entre sorciers et vampires, se trouvant entrainé dans le combat éternel entre les faës d’été et d’hiver. Dans le même temps, il n’a de cesse de lutter contre ses ennemis au sein du Conseil.
L’œuvre de Butcher se distingue des classiques de la fantasy urbaine par le caractère sobre de la vie amoureuse de son personnage central. Dresden a peu d’intérêts amoureux et les poursuit avec fidélité, voire avec entêtement.

## Ouvrages[1]
1. Dans l'œil du cyclone, Bragelonne, 2007 ((en) Storm Front, 2000)Réédité en 2010 par Milady sous le titre Avis de tempête
2. Lune enragée, Bragelonne, 2007 ((en) Fool Moon, 2001)Réédité en 2010 par Milady sous le titre Lune fauve
3. L'Aube des spectres, Bragelonne, 2007 ((en) Grave Peril, 2001)Réédité en 2010 par Milady sous le titre Tombeau ouvert
4. Le Chevalier de l'été, Bragelonne, 2008 ((en) Summer Knight, 2002)Réédité en 2010 par Milady sous le titre Fée d'hiver
5. Masques mortuaires, Bragelonne, 2008 ((en) Death Mask, 2003)Réédité en 2010 par Milady sous le titre Suaire froid
6. (en) Blood Rites, 2004Prévu à la parution chez Bragelonne en 2011 sous le titre Rites de sang mais finalement jamais publié
7. (en) Dead Beat, 2005
8. (en) Proven Guilty, 2006
Heorot, Milady, 2011 ((en) Heorot, 2007)Publié dans l'anthologie Lune de miel, lune de sang
9. (en) White Night, 2007
10. (en) Small Favor, 2008
La Dernière Tournée, Milady, 2011 ((en) Last Call, 2009)Publié dans l'anthologie Philtres et Potions
11. (en) Turn Coat, 2009
12. (en) Changes, 2010
13. (en) Ghost Story, 2011
14. (en) Cold Days, 2012
15. (en) Skin Game, 2014
16. (en) Peace Talks, 2020
17. (en) Battle Ground, 2020

### Recueil de nouvelles
- (en) Brief Cases, 2018

## Comics
Il s'agit d'un préquel aux aventures d'Harry Dresden
- Welcome to the Jungle, Milady Graphics, 2010 ((en) Welcome to the Jungle, 2008)

## Nouvelles
- Heorot, Milady, 2011 ((en) Heorot, 2007)Publié dans l'anthologie Lune de miel, lune de sang
- La Dernière Tournée, Milady, 2011 ((en) Last Call, 2009)Publié dans l'anthologie Philtres et Potions